# Franklin Loufrani

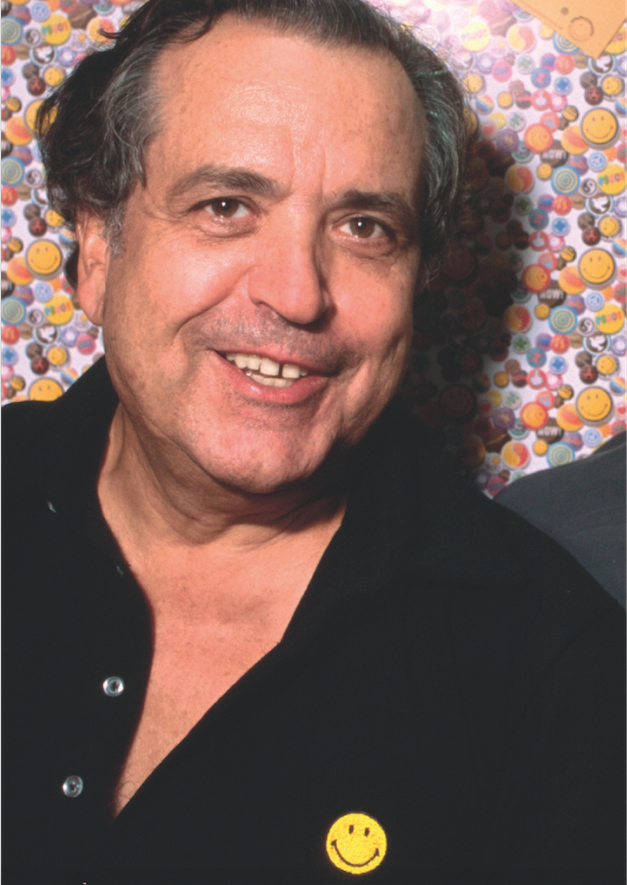
Franklin Loufrani

Franklin Loufrani (Algiers, 25 oktober 1942) is de directeur van de Smiley Company, de eigenaar van het handelsmerk Smiley en het auteursrecht op de naam en het gezichtje in diverse landen.

## Geschiedenis
Franklin Loufrani heeft meer dan 50 jaar als journalist gewerkt en bekleedde tevens leidinggevende functies in de licentiebranche.
Hij begon in 1960 als redacteur bij France Soir en als copywriter bij reclamebureau Masius-Landa. In 1969 richtte hij de licentieafdeling van de Franse uitgeverij Hachette op om een licentie te krijgen op de rechten voor Babar (de kleine olifant) en andere karakters uit hun boeken.
In 1972 legde Loufrani als eerste persoon het handelsmerk Smiley vast en begon hij met de promotie ervan. Hij gebruikte het om positieve artikelen in de krant France Soir mee te markeren. Hij noemde het ontwerp simpelweg "Smiley" en begon met het uitgeven van licenties ervoor. De uitgave bracht hij onder bij zijn bedrijf, Knowledge Management International (KIM).
Daarna werd hij in 1973 voorzitter en directeur van Junior Productions, de licentiedealer voor Marvel Comics, Hanna Barbera, Larry Harmon en andere wereldwijde licenties voor grote Amerikaanse intellectuele eigendommen, plus opkomende Japanse intellectuele eigendommen zoals Goldorak (Yūfō Robo Gurendaizā in Japan), Princesse Saphir (Ribon no Kishi in Japan) en vele anderen.
In 1977 richtte hij de nv Télé-Junior op, waarvan hij voorzitter en directeur-uitgever was. In 1978 werd hij ook directeur-uitgever van Télé-Parade. Een van de verdiensten van Loufrani in deze periode is het innovatieve idee om tijdschriften, platen, cassettes en video's uit te geven en te verspreiden om de bekendheid van zijn producten te vergroten. Loufrani was de eerste die de intellectuele eigendommen waarvan hij over de licenties beschikte (Marvel, Hanna Barbera, Larry Harmon) promootte door middel van mediacampagnes en publicaties.
In 1980 werd Loufrani benoemd tot Secretaris-Generaal van S.P.P.S. (Syndicat des Publication Périodiques Spécialisées), en in augustus van dat jaar richtte hij de bv Junior d’aujourd’hui op, een onderdeel van het tijdschrift Femmes d’Aujourd’hui.
Loufrani werd steeds bekender in de uitgeverijsector en in 1981 werd hij lid van de administratieve raad van de F.N.P.H.P. (Fédération Nationale de la Presse Hebdomadaire et Périodique), de Franse bond voor tijdschriften en weekbladen. In 1984 werd hij lid van de reclamecommissie van de F.N.P.H.P.
In oktober 1981 kocht hij de aandelen van de bv Junior d’aujourd’hui op van Femmes d’aujourd’hui. Daarnaast werd hij eigenaar van “Télé-Junior” en de exploitatierechten ervan voor zijn bedrijf Junior Productions.
Franklin Loufrani bleef Smiley verder ontwikkelen als globale merklicentie en in 1996 voegde Nicolas Loufrani zich bij zijn vader om te gaan werken voor Smiley. Samen richtten ze licentiebureau Smiley op en namen alle bestaande merkrechten voor het Smiley-logo waarvan Franklin Loufrani sinds 1971 houder was geweest, terug.

## Het ontstaan van het merk Smiley
In 1971 daagde Pierre Lazareff, de hoofdredacteur van het toonaangevende dagblad France Soir, Loufrani uit om een campagne te bedenken om wat vrolijkheid te verspreiden in tijden waarin slecht nieuws de overhand had. Hij bedacht een eenvoudig logo dat gebruikt kon worden om goed nieuws te markeren.
Het logo werd als handelsmerk geregistreerd bij het Franse Nationaal Instituut Industrieel Eigendom, INPI Institut national de la propriété industrielle op 1 oktober 1971 voor de klassen 1, 2, 4, 9, 14, 15, 16, 18, 20, 21, 24, 25, 28, 29, 30, 32, 33, 34, 35, 38, 39, 41 van waren en diensten.
Het Smiley-logo verscheen voor de eerste keer op zaterdag 1 januari 1972. De Franse krant France Soir drukte Loufrani's mascotte voor de vrolijkheidscampagne af onder het motto "Neem even de tijd voor een glimlach". Het verschijnen van deze krant betekende de eerste bekende, gedateerde eigendomsclaim op de auteursrechten van het Smiley-logo.
Het duurde niet lang voor de campagne op gang kwam en er vanuit diverse branches licentiemogelijkheden opdoken voor Smiley. Het merk werd hierdoor een belangrijk merchandisingfenomeen.
De Smiley-campagne werd ook door andere Europese kranten, zoals De Telegraaf, Blick en Lavanguardia opgepikt.

## SmileyWorld Association
In 2005 richtten de Loufrani's een liefdadigheidsorganisatie op: The SmileyWorld Association (SWA).[10] Ze besloten een deel van hun winst te gebruiken om sociale projecten over de hele wereld financieel te steunen.